# مايك تايلور (كاتب أغاني)
مايك تايلور (بالإنجليزية: Mike Taylor)‏ هو كاتب أغاني أمريكي، ولد في 21 يوليو 1948، وتوفي في 5 سبتمبر 2010.

## روابط خارجية
- مايك تايلور على موقع IMDb (الإنجليزية)